# Żytyce
Żytyce, Życicy – serbo-łużyckie plemię słowiańskie zamieszkujące prawy brzeg Soławy w pobliżu jej ujścia do Łaby. Wspomniane w dokumentach z II poł. X w. 